# Famille La Cour
La famille La Cour, à l'origine Dornonville de la Cour, est une famille danoise. Elle descend de la famille protestante française des Dornonville de la Cour, qui ont fui le royaume de France pour le Danemark à la suite de la révocation de l'édit de Nantes en 1685.

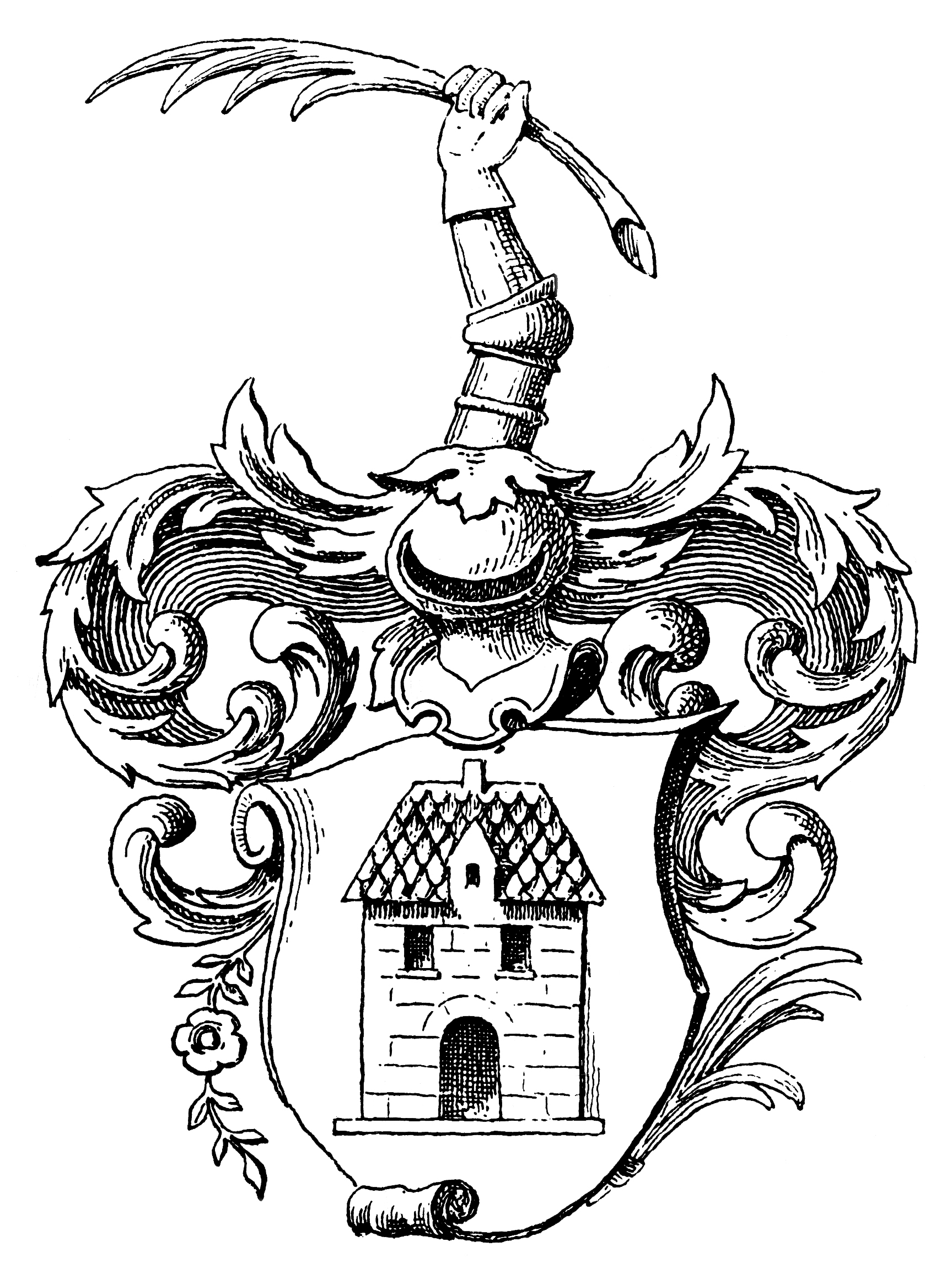
Blason de la famille La Cour.

## Personnalités
- Niels La Cour (1797-1876), militaire officier danois,
- Otto La Cour (1796-1860), frère de Niels La Cour, propriétaire et homme politique,
- Janus La Cour (1837-1909), peintre danois, fils d'Otto La Cour,
- Peter La Cour (1834-1911), officier danois, fils d'Otto La Cour et frère de Janus La Cour,
- Eugen La Cour (1836-1900), militaire danois, fils de Niels La Cour,
- Charles La Cour (1838-1921), militaire, acteur et journaliste, frère d'Eugen et fils de Niels La Cour,
- Victor La Cour (1843-1926), militaire, frère d'Eugen et Charles La Cour, fils de Niels La Cour,
- Lauritz La Cour (1802-1875), propriétaire et homme politique,
- Hans Christian Ditlev La Cour (1842-1922), homme politique,
- Poul La Cour (1846-1908), météorologue danois,
- Paul La Cour (1902-1956), écrivain, traducteur et critique littéraire,
- Vilhelm La Cour (1883-1974), historien danois,
- Flemming La Cour (1933-2010), réalisateur et producteur de télévision danois.
- Anne Cecilie Dornonville de la Cour (1993-), Handballeuse internationale danoise.

## Pour approfondir